# Glycéraldéhyde
Le glycéraldéhyde, également appelée glycérose, est un ose à trois atomes de carbone (triose), de formule brute C3H6O3. De plus, c'est un aldose car son groupement carbonyle est en extrémité de chaîne carbonée (aldéhyde), ce qui en fait un aldotriose. C'est le plus petit aldose, et donc le plus simple (il n'existe pas d'ose à deux atomes de carbone). Son isomère cétose est la dihydroxyacétone.
Il existe deux formes de glycéraldéhyde :
- le D-glycéraldéhyde (+), dont le groupement hydroxyle est situé à droite en représentation de Fischer. "+" signifiant qu'elle dévie le plan de polarisation d'une lumière polarisée vers la droite (voir pouvoir rotatoire). Il s'agit de l'énantiomère de configuration absolue R.
- le L-glycéraldéhyde (–), dont le groupement hydroxyle est situé à gauche en représentation de Fischer. "-" signifiant qu'elle dévie le plan de polarisation d'une lumière polarisée vers la gauche. Il s'agit de l'énantiomère S.